# Мы не женаты!
«Мы не женаты!» (англ. We’re Not Married!) — американский фильм 1952 года в жанре киноальманах и романтической комедии, поставленный режиссёром Эдмундом Гулдингом.

## Сюжет
Рассеянный юрист Мелвин Буш получил под Рождество уведомление о своём назначении на должность регистратора браков. И так обрадовался, что просмотрел самое главное: назначение вступало в силу только через неделю. За эти семь дней он успел благополучно поженить шесть пар. Прошло тридцать месяцев, прежде чем всплыла юридическая ошибка. Каждой паре было отправлено правительственное письмо, извещающее, что официально они не женаты.
Какие отношения между супругами оно застанет?

## В ролях
- Джинджер Роджерс — Рамона Глэдвин
- Фред Аллен — Стив Глэдвин
- Мэрилин Монро — Аннабель Норрис
- Дэвид Уэйн — Джефф Норрис
- Жа Жа Габор — Ева Мелроуз
- Луис Кэлхерн — Фредди Мелроуз
- Ив Арден — Кэтти Вудраф
- Пол Дуглас — Гектор Вудраф
- Митци Гейнор — Патриция Фишер
- Эдди Брекен — Вилли Фишер
- Виктор Мур — юрист Мелвин Буш
- Джейн Дарвелл — миссис Буш
- Глория Толботт — девушка во сне Гектора Вудраффа (в титрах не указана)
- Даббс Грир — зритель на конкурсе красоты (в титрах не указан)